# André Billoux
André Billoux, né le 26 juin 1928 à Sérénac dans le Tarn où il est mort le 9 octobre 1980, est un homme politique français.

## Détail des fonctions et des mandats
Mandat parlementaire
- 11 mars 1973 - 2 avril 1978 : député de la 1re circonscription du Tarn
- 19 mars 1978 - 9 octobre 1980 : député de la 1re circonscription du Tarn

Mandats locaux
- 1961 - 1980 : Conseiller général du canton de Valderiès
- 1953 - 1980 : Maire de Sérénac